# SEAT Alhambra
O SEAT Alhambra é um monovolume de sete lugares que foi produzido de 1996 a 2020. Foi fabricado sob a marca SEAT a partir de junho de 1996 na fábrica Autoeuropa do Grupo Volkswagen em Palmela, Portugal. Ele compartilha a mesma plataforma com o Volkswagen Sharan, e a primeira geração também foi relacionada ao Ford Galaxy. O veículo recebeu o nome da Alhambra de Granada, um monumento famoso na Espanha.

## Primeira geração (Typ 7M; 1996)
Um protótipo da primeira geração do SEAT Alhambra foi apresentado no Salão Internacional do Automóvel de Genebra de 1995. No ano seguinte, o Alhambra de produção foi lançado no mesmo salão do automóvel e começou a ser vendido em junho. O Alhambra compartilha a maioria de seus componentes e design com o VW Sharan Mk1 e o Ford Galaxy Mk1. No entanto, o Alhambra tem mais opções instaladas para uma determinada faixa de preço. O Alhambra tem sete assentos — os cinco assentos traseiros podem ser dobrados ou desengatados e removidos completamente. Quando removidos, os assentos deixam um espaço de carga com piso plano, uma característica única para veículos SEAT naquela época. O volume de carga varia de 256 L com sete assentos a 852 L com cinco assentos e 2610 L com apenas os dois assentos dianteiros instalados.
O Alhambra permaneceu essencialmente inalterado de 1996 a 2010, mas uma grande remodelação no ano 2000 refletiu a nova imagem da SEAT. Mesmo assim, o Alhambra permaneceu fiel ao design original produzido sob o acordo de compartilhamento de tecnologia do Grupo Volkswagen e da Ford. Quando a Volkswagen e a Ford perderam participação de mercado para monovolumes de outros fabricantes, incluindo o Toyota Previa e o Mitsubishi Space Wagon, elas mudaram o design de suas versões.
O Alhambra, o Sharan e o Galaxy foram produzidos na mesma linha de produção na fábrica da joint venture Autoeuropa em Palmela, Portugal, e eram essencialmente os mesmos, mas com diferentes opções de motor e interiores. A Ford agora se retirou da colaboração, e o Galaxy Mk III e o S-Max (um sete lugares baseado na plataforma Mondeo Mk IV) são produzidos em Genk, Bélgica, junto com o Mondeo. A fábrica da Autoeuropa produziu o VW Scirocco III de 2008 a 2017.
Lançada em 2009, o SEAT Alhambra Ecomotive é equipado com o motor 2.0 TDI de 140 cv que produz 159 g/km de emissões de CO2.

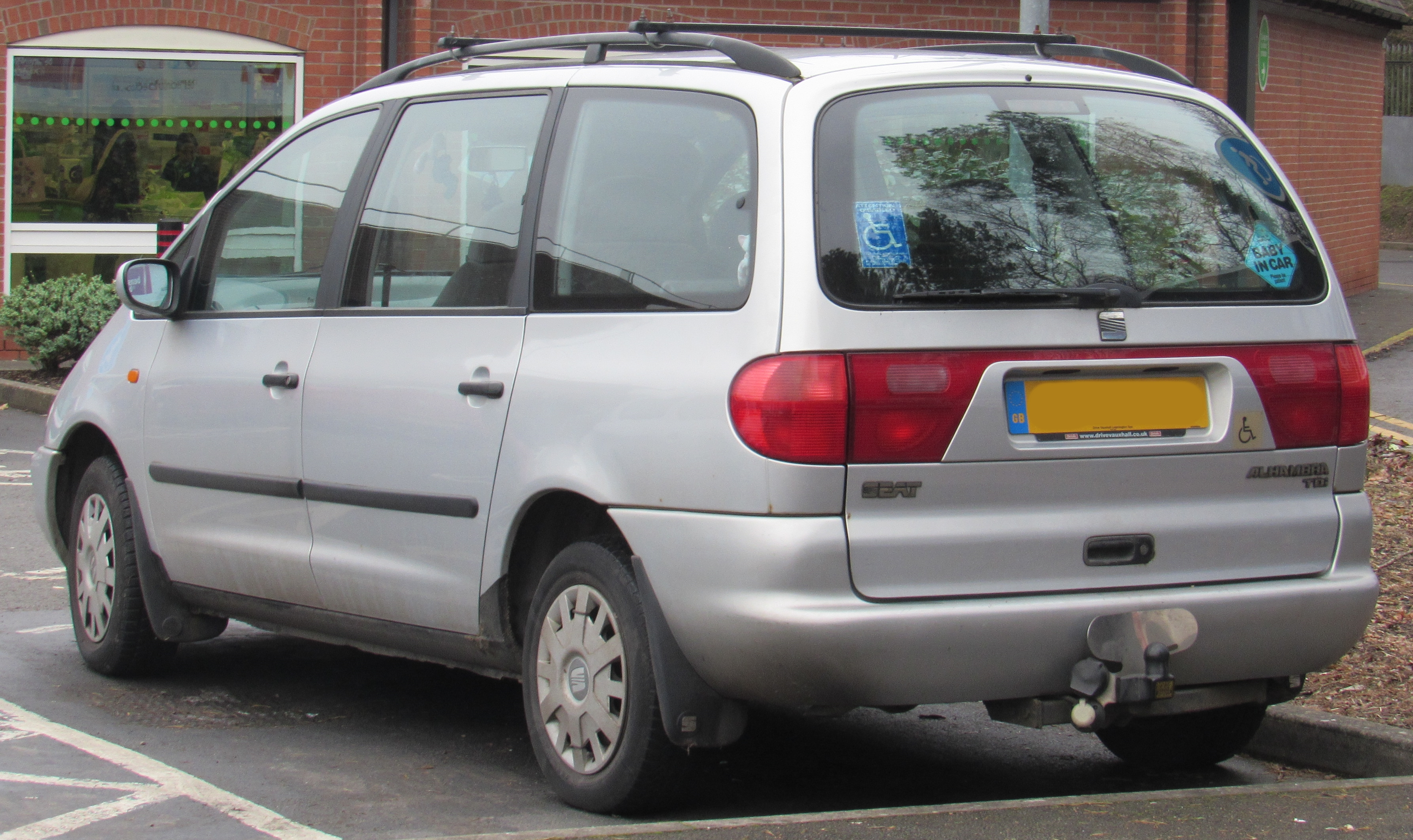
Seat Alhambra pre-facelift (Reino Unido)
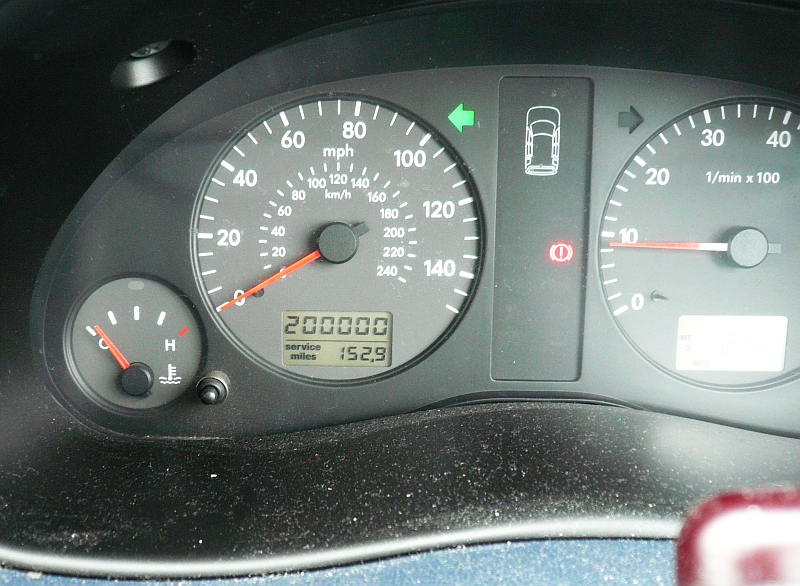
Painel de instrumentos do SEAT Alhambra 1ª geração pre-facelift
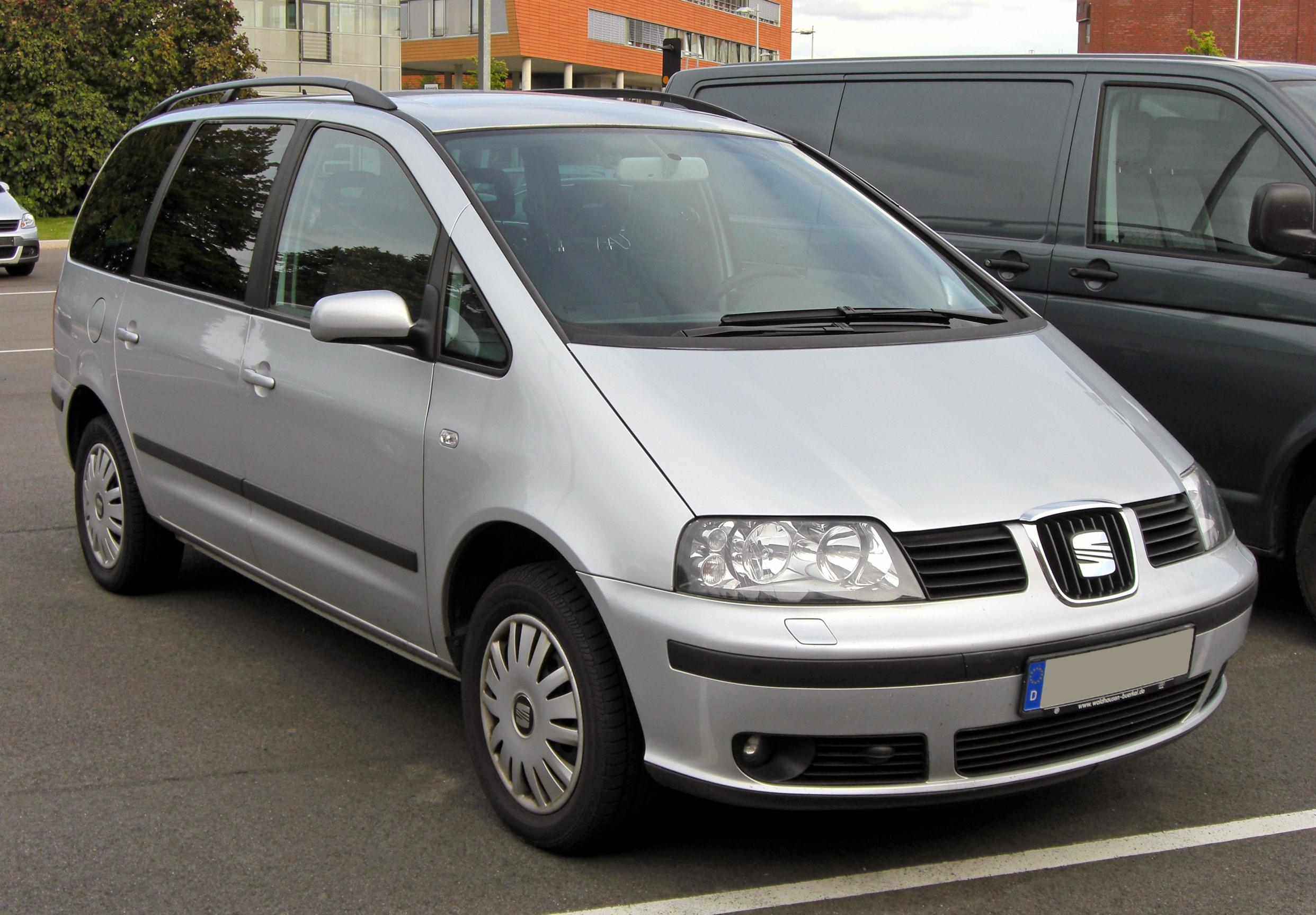
Seat Alhambra pos-facelift (Europa)
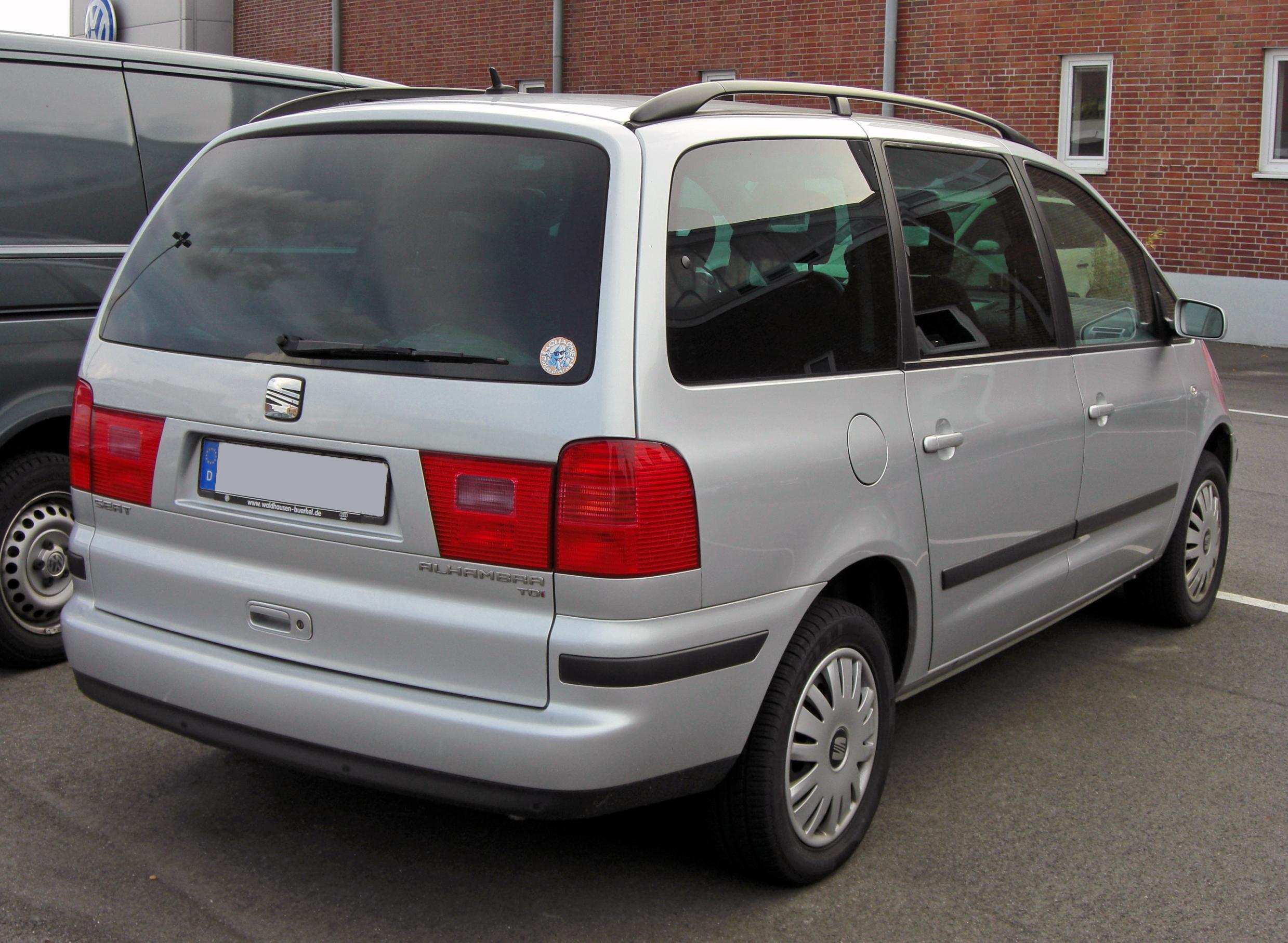
Seat Alhambra pos-facelift (Europa)

## Segunda geração (Typ 7N; 2010)
A segunda geração do SEAT Alhambra foi colocada à venda em outubro de 2010. Com 4,85 m de comprimento, é 22 cm mais longo e 9 cm mais largo que a primeira geração. Como o Sharan, o acesso à fileira do meio de assentos é feito por portas deslizantes.
Em fevereiro de 2013, a SEAT apresentou a versão do Alhambra com tração integral permanente combinada com o motor diesel 2.0 TDI de 140 cv e uma caixa de câmbio manual de seis velocidades.
Em setembro de 2015, os modelos a diesel do Alhambra do Reino Unido foram revisados para atender aos padrões Euro 6 e as potências aumentaram de 140 cv para 150 cv e de 177 cv para 184 cv.
Em março de 2020, a SEAT anunciou que a produção do Alhambra terminaria naquele mês.

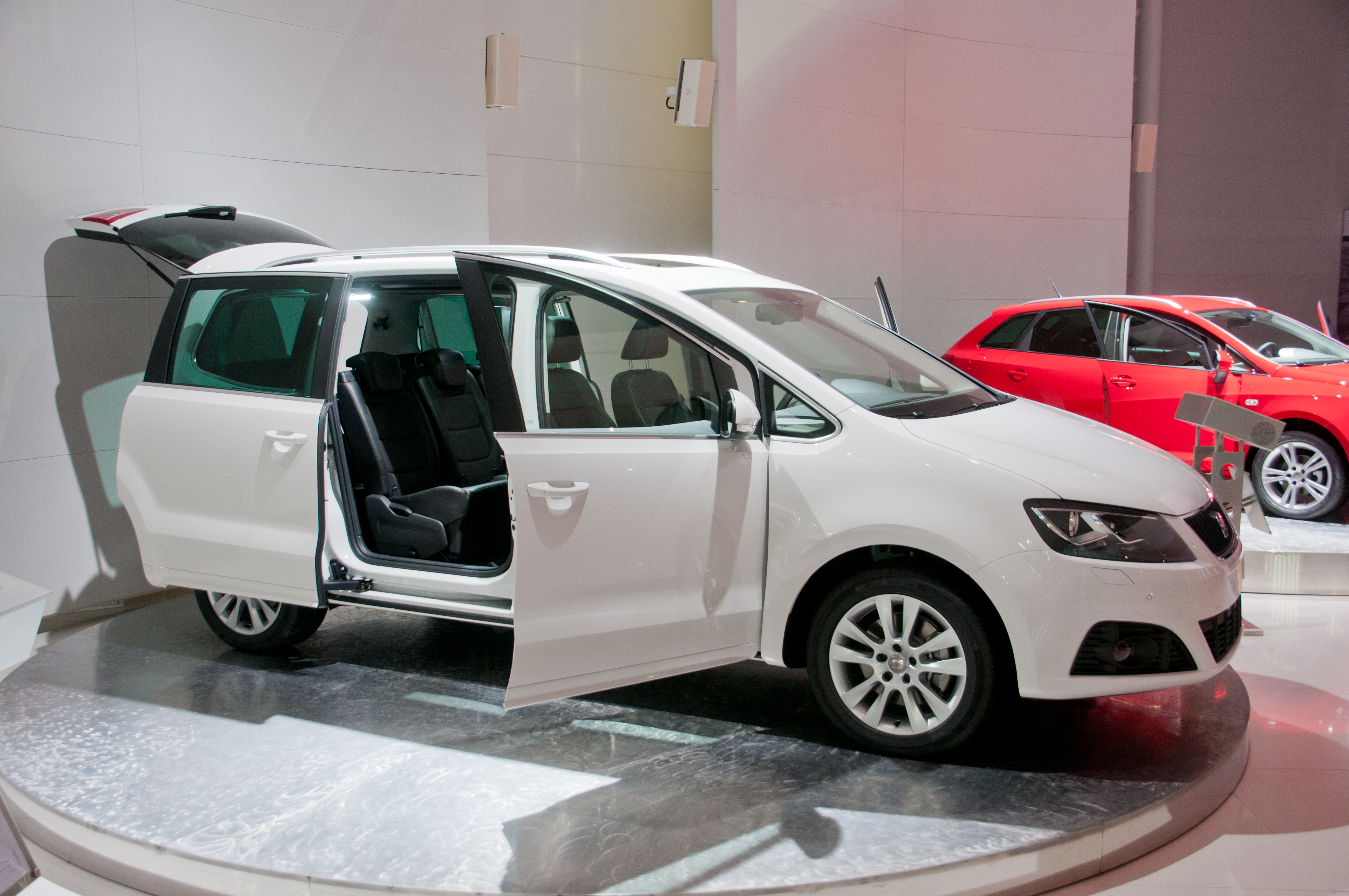
As portas laterais traseiras da 2ª geração da SEAT Alhambra passaram a abrir deslizando em vez de serem articuladas.
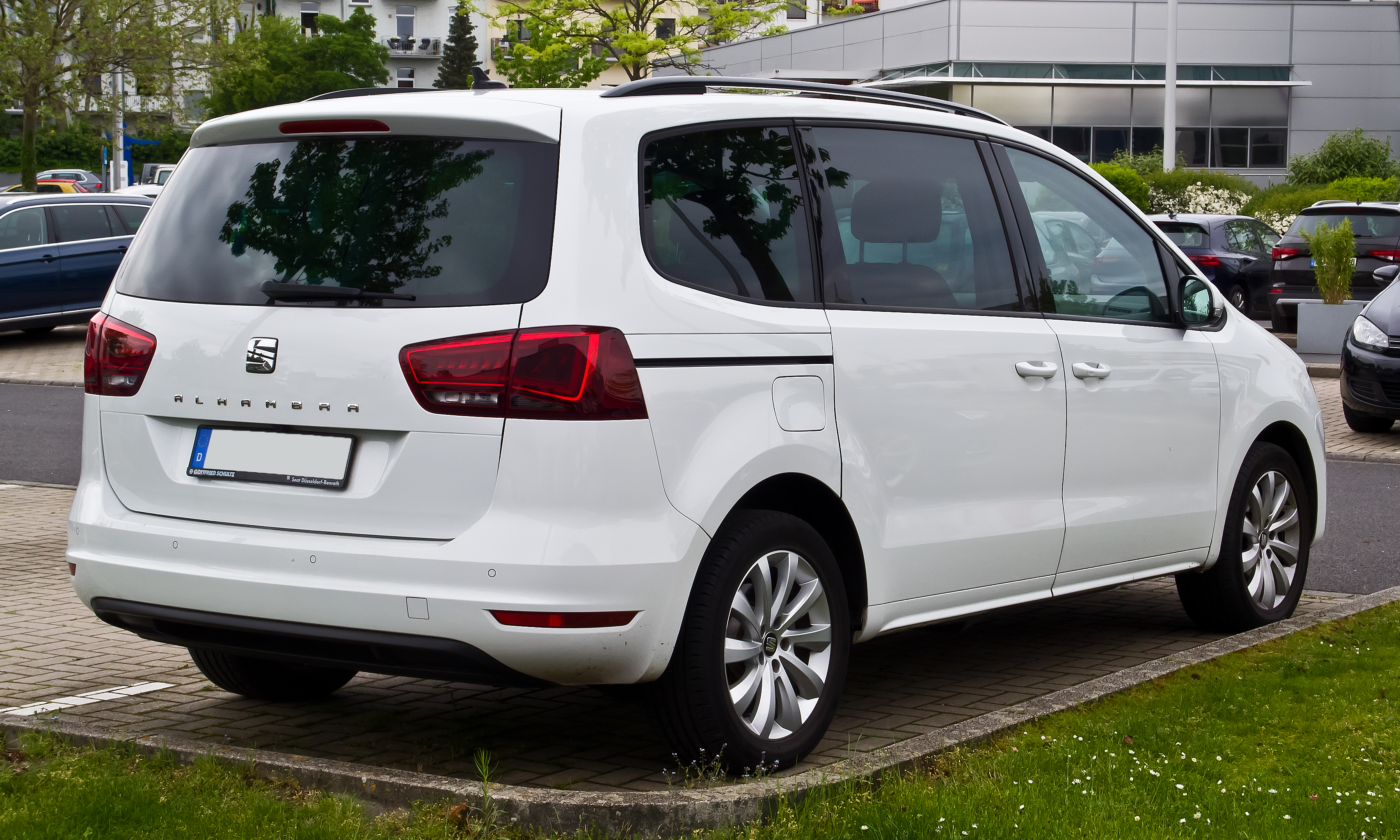
Vista traseira

### Segurança
Em 2010, a segurança da segunda geração do SEAT Alhambra foi avaliada pelo esquema Euro NCAP; obteve uma classificação geral de 5 estrelas.
Em 2019, o Alhambra em sua configuração padrão para o mercado europeu recebeu 4 estrelas do Euro NCAP.

## Vendas
Desde 1996, quase 500.000 SEAT Alhambra foram vendidos. No ano de 2009, o número total de vendas anuais no varejo de carros SEAT Alhambra foi de 6.215 veículos. A produção total por ano de Alhambra é mostrada abaixo:
| Modelo | SEAT Alhambra Produção anual total |
| ------ | ---------------------------------- |
| 1996   | 10.513                             |
| 1997   | 16.503                             |
| 1998   | 21.300                             |
| 1999   | 27.440                             |
| 2000   | 23.924                             |
| 2001   | 26.524                             |
| 2002   | 26.308                             |
| 2003   | 23.693                             |
| 2004   | 21.580                             |
| 2005   | 14.902                             |
| 2006   | 14.352                             |
| 2007   | 14.242                             |
| 2008   | 10.282                             |
| 2009   | 6.215                              |
| 2010   | 10.023                             |
| 2011   | 18.139                             |
| 2012   | 19.393                             |
| 2013   | 19.990                             |
| 2014   | 22.612                             |
| 2015   | 27.925                             |
| 2016   | 31.214                             |
| 2017   | 33.638                             |
| 2018   | 19.588                             |
| 2019   | 23.015                             |
| 2020   | 14.672                             |
| Total  | 497.987                            |